# Jan Pastor
Ján Pastor (Ungvár, 1909. december 16. – 1981. március 5.) szlovák régész, a Kelet-szlovákiai Múzeum alapítója, 1953-1956 között a Szlovák Régészeti Intézet kihelyezett Kassai kutatórészlegének külső vezetője.

## Élete
Ungváron töltötte gyermekkorát, majd az érettségi után 1928-1933 között a Comenius Egyetem Bölcsészkarán, Jan Eisner professzornál tanult. Elsőként kapott PhDr. címet régészeti témájú munkáért az egyetem növendékei közül.
Egyetemi évei után gimnáziumi professzorként tudott csak elhelyezkedni előbb Kassán, majd 1940-ben Munkácson, ahol a helyi múzeum régész gondnoka is lett. 1946-ban családjával visszatért Kassára, ahol élete végéig lakott. Egy év gimnáziumi tanítás után sikerült régészként elhelyezkednie a Kelet-szlovákiai Múzeumban, ahol nyugdíjba vonulásáig dolgozott.
A Kassai-völgy bronzkori temetőinek feltárásával sikerült elhatárolnia az ún. koštany-i (csontosfalvai) csoportot. A szomotori Hallstatt-kori telepről nevezték el a gávai kultúra szomotori típusát. Szintén az ő balogdi ásatásai nyomán különítették el a blažicei (balogdi) római kori kerámia típust.
A szerény körülmények ellenére 1951-től folyamatosan dolgozott terepen is. Többek közt Balogdon (neolit település, római kori fazekas kemencék), Bárcán (avar-szláv sírok), Csontosfalván (kora bronzkori temető), Enyickén (pilinyi kultúra), Garbócbogdányban (neolit település), Hernádcsányon (zsinórdíszes kerámia), Kassán (kelta sírok), Kassamindszenten (avar-szláv temető), Kenyhecen (avar-szláv temető), Királyhelmecen (szláv halmok), Szomotoron (hallstatti, szláv és középkori sírok), Tiszacsernyőn (honfoglaló sírok) és másutt.
A kelet-szlovákiai régészeti kutatás egyik úttörője, akinek munkássága azért is figyelemreméltó, mivel a régió mind anyagi, mind technikai és szakmai szempontból szegényesen volt felszerelve. Tagja volt a Szlovák Régészeti Társaságnak. 1972-ben A kultúra érdemes munkása kitüntetéssel ismerte el a Szlovák Kulturális Minisztérium.

## Válogatás műveiből
- 1933 Počiatky Maďarov v Karpatskej kotline vo svetle archeologických pamiatok (diplomamunka)
- 1954 Avarsko-slovanské pohrebište v Barci, okres Košice (Slov. Arch. 2, 136-143)
- 1961 Cmentarzisko we Všechsvätých, okr. Koszyce (Acta Arch. Carpathica 3, 185-200)
- 1961 Pohrebisko vo Všechsvätých (Arch. Roz. 13, 357-363, 375-385)
- 1963 Košické pohrebisko
- 1968 Skelettgräberfelder aus dem VII. und VIII. Jahrhundert in der Ostslowakei (Štud. Zves. 16, 175-182)
- 1971 Kostrové pohrebisko v Hraničnej pri Hornáde (Výchsl. Pravek 2, 89-179)
- 1978 Čaňa-Valaliky – pohrebiská zo staršej doby bronzovej
- 1982 Slovansko-avarské pohrebisko vo Valalikoch, okr. Košice-vidiek (Hist. Carp. 13, 305-333)